# 오가탄

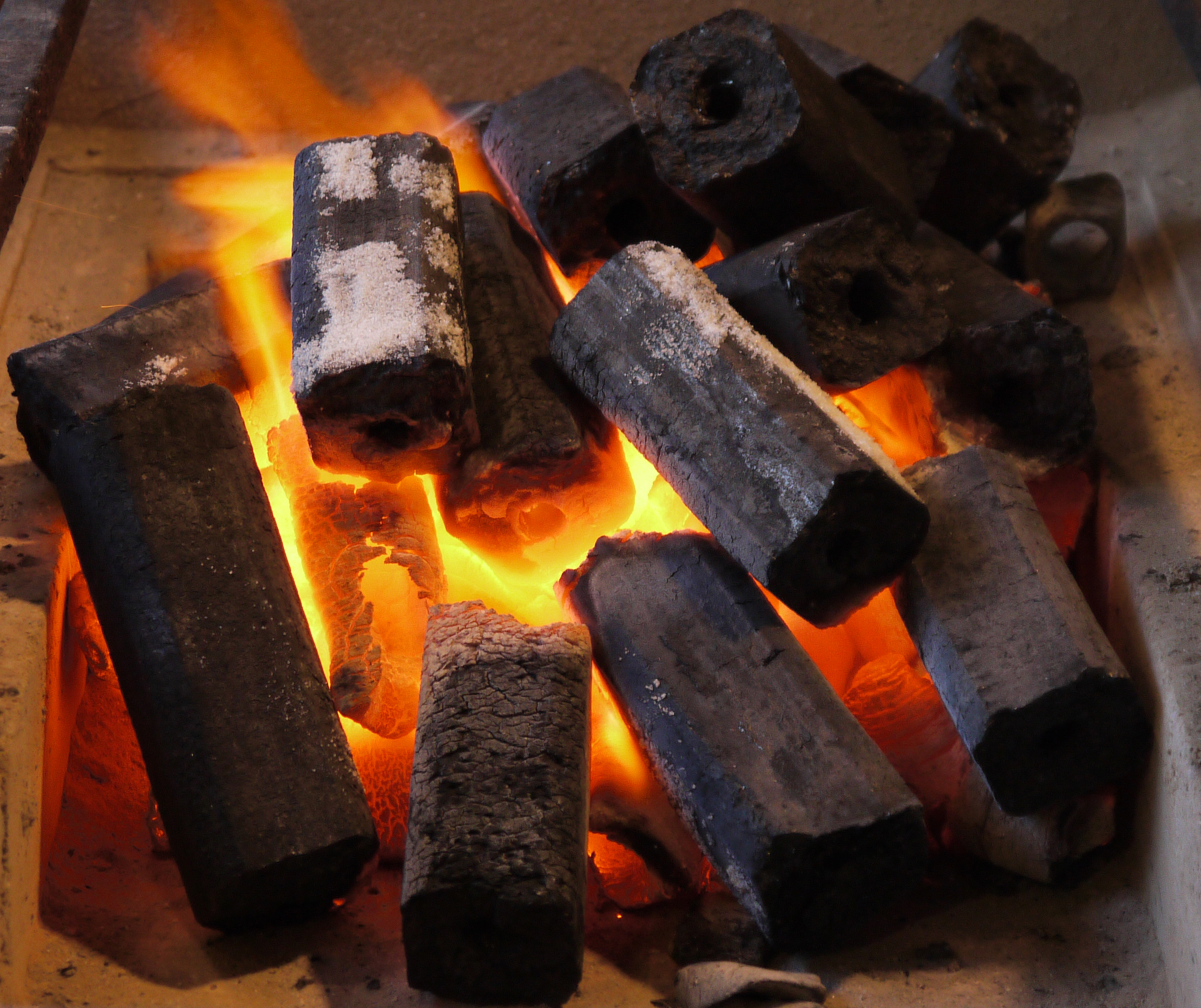

오가탄(일본어: 大鋸炭)이란 제재할 때 발생하는 톱밥을 압축가열성형하여 제조하는 성형장작인 오가라이트를 주재료로 만든 숯이다.
제조법이나 탄질은 백탄과 비슷하다. 숯불구이 음식점에서 많이 사용되고 있다. 각지고 무기질적인 외형 때문에 연탄의 일종으로 오해되기도 하지만, 일단은 숯이다.